# Robert Christopher Smith
Robert Christopher Smith (* in Louisville, Kentucky) ist ein US-amerikanischer Filmschauspieler, Filmproduzent, Filmregisseur, Drehbuchautor und Filmeditor.

## Leben
Smith wurde in Louisville geboren und erwarb seinen Bachelor of Arts in Englisch und Kreatives Schreiben an der University of Kentucky. Später machte er seinen Master in Angewandter Linguistik an der Alliant International University in San Diego. Nach 20 Jahren in der freien Wirtschaft, strebte er eine weitere Karriere in der Filmindustrie an. 2010 erschien sein erster Film, Welcome Matt: An Unfortunately True Story, wofür er für die Regie, die Produktion, das Drehbuch, den Schnitt und außerdem die Rolle des Kevvie Chappell spielte. Es folgten ab 2017 mehrere Kurzfilme unter seiner Leitung. 2020 stellte er in der Serie Penny Dreadful: City of Angels, einem Spin-Off zur Fernsehserie Penny Dreadful, einen Detektiv dar. Im selben Jahr war er in drei Episoden der historischen Krimi- und Dramaserie Perry Mason als einer der Juroren zu sehen. 2022 war er im Musikvideo zum Lied Cigarettes des Rappers Juice Wrld zu sehen. Im Mockbuster Thor: God of Thunder aus demselben Jahr stellte er die Rolle des Patrick Nelson dar. Ende 2022 werden zwei Western, Vengeance Turns: Volume One und Vengeance Turns: Volume Two, erscheinen, in denen er Regie, die Produktion, das Drehbuch, den Schnitt und die größere Rolle des Frank Ford übernehmen wird.
2017 erschien sein Buch Wild Love Words.

## Filmografie (Auswahl)

### Schauspiel
- 2010: Welcome Matt: An Unfortunately True Story
- 2017: Cut (Kurzfilm)
- 2017: One More Way (Kurzfilm)
- 2018: Relatable (Kurzfilm)
- 2018: Maddest Love (Kurzfilm)
- 2020: Penny Dreadful: City of Angels (Fernsehserie, 2 Episoden)
- 2020: Perry Mason (Fernsehserie, 3 Episoden)
- 2021: Unfall, Selbstmord oder Mord (Accident, Suicide or Murder, Fernsehserie, Episode 3x19)
- 2022: Dhar Mann (Miniserie, Episode 10x30)
- 2022: Das Mädchen auf dem Bild (Girl in the Picture, Dokumentation)
- 2022: Thor: God of Thunder
- 2023: DC Down – Washington in Flammen (DC Down)

### Regie
- 2010: Welcome Matt: An Unfortunately True Story
- 2017: The Stories She Told (Kurzfilm)
- 2017: One More Way (Kurzfilm)
- 2017: Her Own Demons (Fernsehfilm)
- 2018: Relatable (Kurzfilm)
- 2018: Maddest Love (Kurzfilm)

### Drehbuch
- 2010: Welcome Matt: An Unfortunately True Story
- 2017: The Stories She Told (Kurzfilm)
- 2017: Cut (Kurzfilm)
- 2017: One More Way (Kurzfilm)
- 2017: Her Own Demons (Fernsehfilm)
- 2018: Relatable (Kurzfilm)
- 2018: Scene It Route (Fernsehfilm)
- 2018: Maddest Love (Kurzfilm)

### Produzent
- 2010: Welcome Matt: An Unfortunately True Story
- 2017: The Stories She Told (Kurzfilm)
- 2017: Cut (Kurzfilm)
- 2017: One More Way (Kurzfilm)
- 2017: Her Own Demons (Fernsehfilm)
- 2018: Relatable (Kurzfilm)
- 2018: Scene It Route (Fernsehfilm)
- 2018: Maddest Love (Kurzfilm)

### Filmschnitt
- 2010: Welcome Matt: An Unfortunately True Story
- 2017: The Stories She Told (Kurzfilm)
- 2017: Cut (Kurzfilm)
- 2017: One More Way (Kurzfilm)
- 2018: Relatable (Kurzfilm)

## Werke
- Wild Love Words, Bang Bang Serendipity Productions, 2017, ISBN 978-1-9813-8182-1